# Aeroportul Garmalamo
Aeroportul Garmalamo (IATA: GLX, ICAO: WAEG) este un aeroport din Maluku Utara⁠(d), Indonezia ce deservește zona Galela⁠(d).
Situat la o altitudine de 8 m, aeroportul dispune de o singură pistă.